# Bina Das
Bina Das, née le 24 août 1911, morte le 26 décembre 1986, est une révolutionnaire et nationaliste indienne du Bengale-Occidental.

## Biographie

### Famille
Bina Dias naît le 24 août 1911 à Krishnanagar, dans le Bengale, en Inde britannique. Elle est la fille d'un célèbre professeur de Brahmo, Beni Madhab Das, et d'une travailleuse sociale, Sarala Devi. Sa sœur aînée Kalyani Das (Bhattacharyee) deviendra également une combattante de la liberté.

### Formation
Bina Dias effectue ses études à l'école secondaire supérieure diocésaine pour filles de St. John's et au collège Bethune, à Calcutta.

### Participation à la lutte pour l'indépendance de l'Inde
Bina Das devient membre de Chhatri Sangha, une organisation semi-révolutionnaire pour les femmes de Calcutta. Le 6 février 1932, elle tente d'assassiner le gouverneur du Bengale Stanley Jackson, dans le Convocation Hall de l'université de Calcutta. Le revolver lui a été fourni par un autre combattant de la liberté, Kamala Das Gupta. Elle tire cinq coups de feu mais elle manque sa cible. Arrêtée et jugée, elle est condamnée à neuf ans d'emprisonnement rigoureux,.
Après sa libération anticipée en 1939, Bina Das rejoint le parti du Congrès. En 1942, elle participe au mouvement Quit India. Elle est de nouveau emprisonnée de 1942 à 1945. De 1946 à 1947, elle est élue membre de l'Assemblée législative de la province du Bengale et, de 1947 à 1951, de l'Assemblée législative du Bengale-Occidental. En 1947, elle épouse Jatish Chandra Bhaumik, un activiste du mouvement indépendantiste indien du groupe Jugantar.
Sa sœur Kalyani Das (Bhattacharjee) écrit un livre intitulé Bengal Speaks, qu'elle publie en 1944 et lui dédie.
Bina Dias était une amie de Suhasini Ganguly, une autre combattante de la liberté.

### Décès
Après la mort de son mari, Bina Dias mène une vie solitaire à Rishikesh. Elle meurt dans l'anonymat. Son cadavre est retrouvé sur le bord de la route le 26 décembre 1986 dans un état partiellement décomposé. Il a été découvert par les passants. La police a été informée, a effectué des recherches et a mis un mois à déterminer son identité.

## Distinctions

### Prix
Bina Dias remporte en 1960 le prix Padma Shri pour son « travail social ».

#### Certificat de mérite
En 2012, Bina Dias et Pritilata Waddedar reçoivent leurs certificats de mérite à titre posthume.

## Œuvres
Bina Das a écrit deux œuvres autobiographiques en bengali : Shrinkhal Jhankar et Pitridhan.